# Josef Macek
Josef Macek (8. dubna 1922 Řepov – 10. prosince 1991 Praha) byl český historik-medievista a československý politik Komunistické strany Československa.
Tématem jeho studií bylo nejprve husitské hnutí, později italská renesance a jagellonské období v českých zemích. Působil také jako poúnorový poslanec Národního shromáždění ČSSR a Sněmovny lidu Federálního shromáždění.

## Život
Po únoru 1948 se jako mladý komunista stal předním režimním historikem. V šedesátých letech ve své práci z marxistických pozic ustupoval.
Ve volbách roku 1964 byl zvolen za KSČ do Národního shromáždění ČSSR za Jihomoravský kraj. V Národním shromáždění zasedal až do konce volebního období parlamentu v roce 1968. K roku 1968 se profesně zmiňuje coby ředitel Historického ústavu ČSAV z obvodu Brno.
XII. sjezd KSČ ho zvolil kandidátem Ústředního výboru KSČ. XIII. sjezd KSČ ho zvolil za člena ÚV KSČ. Na funkci rezignoval v říjnu 1969. Na přelomu let 1967-1968, při jednání ÚV KSČ o odchodu Antonína Novotného z postu prvního tajemníka strany, navrhl Macek úspěšně, aby odcházejícímu Novotnému bylo vysloveno poděkování za jeho dosavadní veřejnou činnost, čímž mu neměla být brána možnost budoucího politického uplatnění.
Po federalizaci Československa usedl roku 1969 do Sněmovny lidu Federálního shromáždění (volební obvod Brno), kde setrval do prosince 1969, kdy rezignoval na poslaneckou funkci.
Jeho kariéra skončila po invazi vojsk Varšavské smlouvy do Československa. Jako historik (tzv. Černá kniha) i jako poslanec Federálního shromáždění se jasně postavil proti okupaci Československa. V roce 1970 byl zbaven všech funkcí, vyloučen z KSČ a Historický ústav, který budoval a vedl, byl reorganizován. Doma nemohl publikovat, proto vydával v zahraničí. Posmrtně vyšlo (mj.) jeho velké dílo Jagellonský věk v Čechách.
Ke konci života se zajímal o Zjevení Panny Marie v Suchém Dole.

## Dílo (výběrově)
- Husitské revoluční hnutí. Praha 1952.
- Tábor v husitském revolučním hnutí I. Praha 1952.
- Z revoluční minulosti německého lidu: Tomáš Müntzer a německá selská válka. Praha 1955.
- Tábor v husitském revolučním hnutí II. Praha 1956.
- Tyrolská selská válka a Michal Gaismair. Praha 1960.
- Jan Hus. Studie s ukázkami Husova díla. Praha 1961.
- Italská renesance. Praha 1965.
- Cola di Rienzo. Praha 1965.
- Jiří z Poděbrad. Praha 1967.
- Il Rinascimento italiano. Roma 1972.
- Machiavelli e il machiavellismo. Firenze 1980.
- Histoire de la Bohême des origines à 1918. Paris 1984.
- Tři ženy krále Vladislava. Praha 1991.
- Jagellonský věk v českých zemích (1471-1526). Díl 1: Hospodářská základna a královská moc. Praha 1992. ISBN 80-200-0300-2
- Jagellonský věk v českých zemích (1471-1526). Díl 2: Šlechta. Praha 1994 ISBN 80-200-0356-8
- Česká středověká šlechta. Praha 1997.
- Jagellonský věk v českých zemích (1471-1526). Díl 3: Města. Praha 1998. ISBN 80-200-0629-X
- Jagellonský věk v českých zemích (1471-1526). Díl 4: Venkovský lid. Národnostní otázka.. Praha 1998. ISBN 80-200-0699-0
- Víra a zbožnost jagellonského věku. Praha 2001.